# Micul icosihemidodecaedru
În geometrie micul icosihemidodecaedru este un poliedru uniform neconvex, cu indicele U49. Are 26 fețe (20 triunghiuri și 6 decagoane), 60 de laturi și 30 de vârfuri. Având 26 fețe, este icosihexaedru.
Este reprezentat prin diagramele Coxeter–Dynkin  (cu acoperire dublă a decagoanelor). Figura vârfului alternează două triunghiuri regulate cu două decagoane regulate formând un patrulater autointersectat. Un poliedru neconvex are fețe care se intersectează care nu reprezintă laturi sau fețe noi. Doar cele marcate cu sfere aurii sunt vârfuri, iar cele cu linii argintii sunt laturi.
Este un hemipoliedru cu șase fețe decagonale care trec prin centrul poliedrului. Este neorientabil.
Are simbolul Wythoff 3/2 3 | 5.

## Mărimi asociate

### Coordonate carteziene
Având în comun vârfurile cu icosidodecaedrul, coordonatele carteziene ale vârfurilor unui mic dodecahemidodecaedru în origine cu lungimea laturii 1 sunt date de permutările pare ale:
{\displaystyle (0,\,0,\,\pm \varphi )}
{\displaystyle \left(\pm {\frac {1}{2}},\,\pm {\frac {\varphi }{2}},\,\pm {\frac {\varphi ^{2}}{2}}\right)}
unde {\displaystyle \varphi } este secțiunea de aur, {\displaystyle {\frac {1+{\sqrt {5}}}{2}}.}.

### Raza circumscrisă
Raza circumscrisă în funcție de lungimea laturilor a este.
{\displaystyle R=\varphi \,a.}

## Poliedre înrudite
Are în comun aranjamentul laturilor cu icosidodecaedrul (având în comun fețele triunghiulare cu anvelopa sa convexă) și cu micul dodecahemidodecaedru (având în comun fețele decagonale).

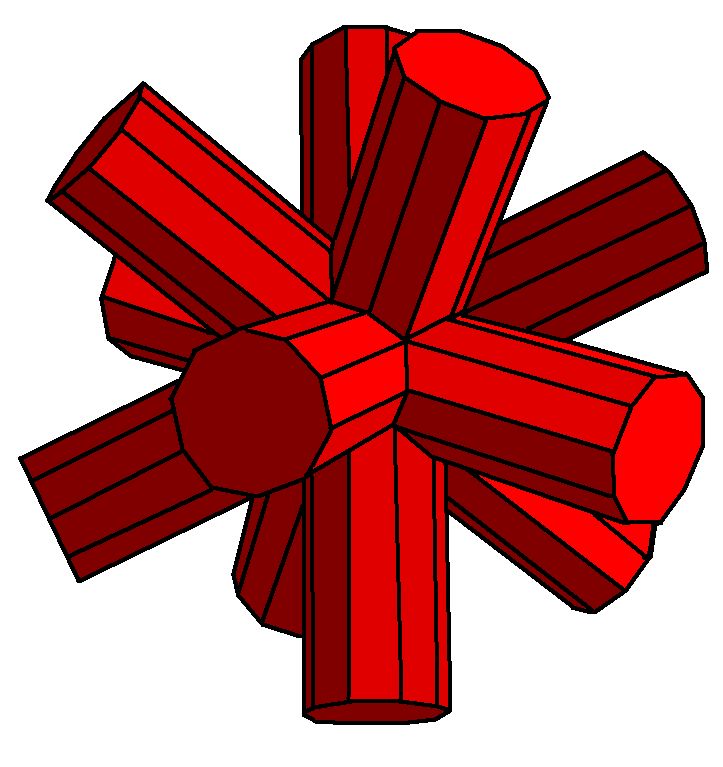
Dual: Micul icosihemidodecacron

| Icosidodecaedru | Micul icosihemidodecaedru | Micul dodecahemidodecaedru |

### Poliedru dual
Dualul său este micul icosihemidodecacron.